# Пространство состояний (теория управления)
Пространство состояний — в теории управления один из основных методов описания поведения динамической системы. Движение системы в пространстве состояний отражает изменение её состояний.

## Определение
Пространство состояний обычно называют фазовым пространством динамической системы,  а траекторию движения изображающей точки в этом пространстве — фазовой траекторией.
В пространстве состояний создаётся модель динамической системы, включающая набор переменных входа, выхода и состояния, связанных между собой дифференциальными уравнениями первого порядка, которые записываются в матричной форме. В отличие от описания в виде передаточной функции и других методов частотной области, пространство состояний позволяет работать не только с линейными системами и нулевыми начальными условиями. Кроме того, в пространстве состояний относительно просто работать с MIMO-системами.

### Линейные непрерывные системы

Структурная схема непрерывной линейной системы, описанной в виде переменных состояния

Для случая линейной системы с {\displaystyle p} входами, {\displaystyle q} выходами и {\displaystyle n} переменными состояния описание имеет вид:
{\displaystyle {\dot {\mathbf {x} }}(t)=A(t)\mathbf {x} (t)+B(t)\mathbf {u} (t)}
{\displaystyle \mathbf {y} (t)=C(t)\mathbf {x} (t)+D(t)\mathbf {u} (t)}
где
{\displaystyle x(t)\in \mathbb {R} ^{n}}; {\displaystyle y(t)\in \mathbb {R} ^{q}}; {\displaystyle u(t)\in \mathbb {R} ^{p}};
{\displaystyle \operatorname {dim} [A(\cdot )]=n\times n}, {\displaystyle \operatorname {dim} [B(\cdot )]=n\times p}, {\displaystyle \operatorname {dim} [C(\cdot )]=q\times n}, {\displaystyle \operatorname {dim} [D(\cdot )]=q\times p}, {\displaystyle {\dot {\mathbf {x} }}(t):={d\mathbf {x} (t) \over dt}}:
{\displaystyle x(\cdot )} — вектор состояния, элементы которого называются состояниями системы
{\displaystyle y(\cdot )} — вектор выхода,
{\displaystyle u(\cdot )} — вектор управления,
{\displaystyle A(\cdot )} — матрица системы,
{\displaystyle B(\cdot )} — матрица управления,
{\displaystyle C(\cdot )} — матрица выхода,
{\displaystyle D(\cdot )} — матрица прямой связи.
Часто матрица {\displaystyle D(\cdot )} является нулевой, это означает, что в системе нет явной прямой связи.

### Дискретные системы
Для дискретных систем запись уравнений в пространстве основывается не на дифференциальных, а на разностных уравнениях:
{\displaystyle \mathbf {x} (nT+T)=A(nT)\mathbf {x} (nT)+B(nT)\mathbf {u} (nT)}
{\displaystyle \mathbf {y} (nT)=C(nT)\mathbf {x} (nT)+D(nT)\mathbf {u} (nT)}

### Нелинейные системы
Нелинейная динамическая система n-го порядка может быть описана в виде системы из n уравнений 1-го порядка:
{\displaystyle {\dot {x}}_{1}=f_{1}(x_{1}(t);\ldots ,x_{n}(t),u_{1}(t),\ldots ,u_{m}(t))}
{\displaystyle \vdots }
{\displaystyle {\dot {x}}_{n}=f_{n}(x_{1}(t);\ldots ,x_{n}(t),u_{1}(t),\ldots ,u_{m}(t))}
или в более компактной форме:
{\displaystyle \mathbf {\dot {x}} (t)=\mathbf {f} (t,\mathbf {x} (t),\mathbf {u} (t))}
{\displaystyle \mathbf {y} (t)=\mathbf {h} (t,\mathbf {x} (t),\mathbf {u} (t))}.
Первое уравнение — это уравнение состояния, второе — уравнение выхода.

#### Линеаризация
В некоторых случаях возможна линеаризация описания динамической системы для окрестности рабочей точки {\displaystyle (\mathbf {\tilde {x}} ,\mathbf {\tilde {u}} )}.
В установившемся режиме {\displaystyle (\mathbf {\tilde {u}} =const)} для рабочей точки {\displaystyle \mathbf {\tilde {x}} =const,} справедливо следующее выражение:
{\displaystyle \mathbf {\dot {x}} =\mathbf {f} (\mathbf {\tilde {x}} ,\mathbf {\tilde {u}} )=\mathbf {0} }
Вводя обозначения:
{\displaystyle \delta \mathbf {u} =\mathbf {u} -\mathbf {\tilde {u}} }
{\displaystyle \delta \mathbf {x} =\mathbf {x} -\mathbf {\tilde {x}} }
Разложение уравнения состояния {\displaystyle \mathbf {f} (\mathbf {x} (t),\mathbf {u} (t))} в ряд Тейлора, ограниченное первыми двумя членами даёт следующее выражение:
{\displaystyle \mathbf {f} (\mathbf {x} (t),\mathbf {u} (t))\approx \mathbf {f} (\mathbf {\tilde {x}} (t),\mathbf {\tilde {u}} (t))+{\frac {\delta \mathbf {f} }{\delta \mathbf {x} }}\delta \mathbf {x} +{\frac {\delta \mathbf {f} }{\delta \mathbf {u} }}\delta \mathbf {u} }
При взятии частных производных вектор-функции {\displaystyle \mathbf {f} } по вектору переменных состояний {\displaystyle \mathbf {x} } и вектору входных воздействий {\displaystyle \mathbf {u} } получаются матрицы Якоби соответствующих систем функций:
{\displaystyle {\frac {\delta \mathbf {f} }{\delta \mathbf {x} }}={\begin{bmatrix}{\frac {\delta \mathbf {f_{1}} }{\delta \mathbf {x_{1}} }}&\cdots &{\frac {\delta \mathbf {f_{1}} }{\delta \mathbf {x_{n}} }}\\\vdots &\ddots &\vdots \\{\frac {\delta \mathbf {f_{n}} }{\delta \mathbf {x_{1}} }}&\cdots &{\frac {\delta \mathbf {f_{n}} }{\delta \mathbf {x_{n}} }}\end{bmatrix}}\quad {\frac {\delta \mathbf {f} }{\delta \mathbf {u} }}={\begin{bmatrix}{\frac {\delta \mathbf {f_{1}} }{\delta \mathbf {u_{1}} }}&\cdots &{\frac {\delta \mathbf {f_{1}} }{\delta \mathbf {u_{p}} }}\\\vdots &\ddots &\vdots \\{\frac {\delta \mathbf {f_{n}} }{\delta \mathbf {u_{1}} }}&\cdots &{\frac {\delta \mathbf {f_{n}} }{\delta \mathbf {u_{p}} }}\end{bmatrix}}}.
Аналогично для функции выхода:
{\displaystyle {\frac {\delta \mathbf {h} }{\delta \mathbf {x} }}={\begin{bmatrix}{\frac {\delta \mathbf {h_{1}} }{\delta \mathbf {x_{1}} }}&\cdots &{\frac {\delta \mathbf {h_{1}} }{\delta \mathbf {x_{n}} }}\\\vdots &\ddots &\vdots \\{\frac {\delta \mathbf {h_{q}} }{\delta \mathbf {x_{1}} }}&\cdots &{\frac {\delta \mathbf {h_{q}} }{\delta \mathbf {x_{n}} }}\end{bmatrix}}\quad {\frac {\delta \mathbf {h} }{\delta \mathbf {u} }}={\begin{bmatrix}{\frac {\delta \mathbf {h_{1}} }{\delta \mathbf {u_{1}} }}&\cdots &{\frac {\delta \mathbf {h_{1}} }{\delta \mathbf {u_{p}} }}\\\vdots &\ddots &\vdots \\{\frac {\delta \mathbf {h_{q}} }{\delta \mathbf {u_{1}} }}&\cdots &{\frac {\delta \mathbf {h_{q}} }{\delta \mathbf {u_{p}} }}\end{bmatrix}}}
Учитывая {\displaystyle \delta \mathbf {\dot {x}} =\mathbf {\dot {x}} -\mathbf {\dot {\tilde {x}}} =\mathbf {\dot {x}} }, линеаризованное описание динамической системы в окрестности рабочей точки примет вид:
| {\displaystyle \mathbf {\dot {x}} } | {\displaystyle =\mathbf {A} \delta \mathbf {x} +\mathbf {B} \delta \mathbf {u} } |
| {\displaystyle \delta \mathbf {y} } | {\displaystyle =\mathbf {C} \delta \mathbf {x} +\mathbf {D} \delta \mathbf {u} } |
где
{\displaystyle \mathbf {A} ={\frac {\delta \mathbf {f} }{\delta \mathbf {x} }}\quad \mathbf {B} ={\frac {\delta \mathbf {f} }{\delta \mathbf {u} }}\quad \mathbf {C} ={\frac {\delta \mathbf {h} }{\delta \mathbf {x} }}\quad \mathbf {D} ={\frac {\delta \mathbf {h} }{\delta \mathbf {u} }}}.

## Примеры

### Модель в пространстве состояний для маятника
Маятник является классической свободной нелинейной системой. Математически движение маятника описывается следующим соотношением:
{\displaystyle ml{\ddot {\theta }}(t)=-mg\sin \theta (t)-kl{\dot {\theta }}(t)}
где
- {\displaystyle \theta (t)} — угол отклонения маятника.
- {\displaystyle m} — приведённая масса маятника
- {\displaystyle g} — ускорение свободного падения
- {\displaystyle k} — коэффициент трения в подшипнике подвеса
- {\displaystyle l} — длина подвеса маятника

В таком случае уравнения в пространстве состояний будут иметь вид:
{\displaystyle {\dot {x_{1}}}(t)=x_{2}(t)}
{\displaystyle {\dot {x_{2}}}(t)=-{\frac {g}{l}}\sin {x_{1}}(t)-{\frac {k}{m}}{x_{2}}(t)}
где
- {\displaystyle x_{1}(t):=\theta (t)} — угол отклонения маятника
- {\displaystyle x_{2}(t):={\dot {x_{1}}}(t)} — угловая скорость маятника
- {\displaystyle {\dot {x_{2}}}(t):={\ddot {x_{1}}}(t)} — угловое ускорение маятника

Запись уравнений состояния в общем виде:
{\displaystyle {\dot {\mathbf {x} }}(t)=\left({\begin{matrix}{\dot {x_{1}}}(t)\\{\dot {x_{2}}}(t)\end{matrix}}\right)=\mathbf {f} (t,x(t))=\left({\begin{matrix}x_{2}(t)\\-{\frac {g}{l}}\sin {x_{1}}(t)-{\frac {k}{m}}{x_{2}}(t)\end{matrix}}\right)}.

### Линеаризация модели маятника
Линеаризованная матрица системы для модели маятника в окрестности точки равновесия {\displaystyle \left({\tilde {x}}_{1}=0\right)} имеет вид:
{\displaystyle {\frac {\delta \mathbf {f} }{\delta \mathbf {x} }}=\left({\begin{matrix}0&\ 1\\-{\frac {g}{l}}\cos {{\tilde {x}}_{1}}&\ -{\frac {k}{m}}\end{matrix}}\right)=\left({\begin{matrix}0&\ 1\\-{\frac {g}{l}}&\ -{\frac {k}{m}}\end{matrix}}\right)}
При отсутствии трения в подвесе (k = 0) получим уравнение движения математического маятника:
{\displaystyle {\ddot {x}}=-{\frac {g}{l}}x}